# Đảo Henderson (quần đảo Pitcairn)
Đảo Henderson (trước đây còn gọi là đảo San João Baptista hay Elizabeth) là một hòn đảo không người ở được hình thành trên nền đảo san hô ở phía nam Thái Bình Dương. Vào năm 1902, hòn đảo được sáp nhập vào quần đảo Pitcairn, một lãnh thổ hải ngoại thuộc Vương quốc Anh. Hòn đảo này có chiều dài 9,6 km (6,0 dặm) và rộng 5,1 km (3,2 dặm), với diện tích 37,3 km2 (14,4 sq mi). Nó nằm cách đảo Pitcairn 193 km (120 dặm) về phía đông bắc, ở 24 ° 22'01 " Nam, 128 ° 18'57 " Tây. Hòn đảo này được công nhận là một di sản thế giới của UNESCO vào năm 1988. Đất nơi đây không thích hợp cho nông nghiệp và có rất ít nước ngọt trên đảo. Có ba bãi biển ở tận cùng phía bắc, phần bờ biển còn lại bao gồm các vách dốc đá lên đến 15 mét (49 ft) bị chia cắt.

## Địa lý

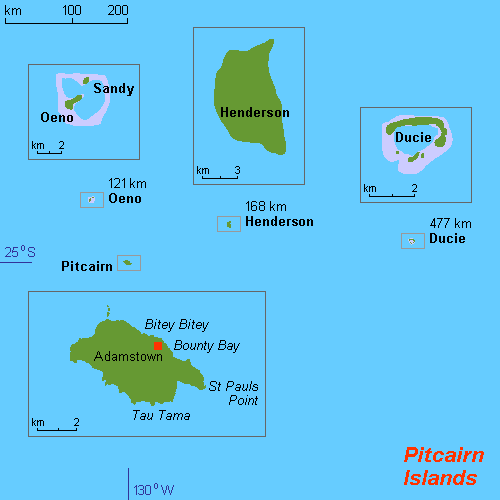
Quần đảo Pitcairn

Đảo Henderson là một đảo san hô, cùng với đảo Pitcairn, Ducie và Quần đảo Oeno tạo thành nhóm đảo Pitcairn. Hòn đảo cách vùng đất liền gần nhất là hơn 5.000 km (bờ biển Nam Mỹ). Đảo san hô đá vôi này nằm trên đỉnh một ngọn đồi hình nón (núi lửa giả), tăng dần độ cao từ độ sâu khoảng 3500 mét. Bề mặt của nó chủ yếu là san hô và đá vôi, tạo thành một hỗn hợp cực kỳ hiểm trở dốc đứng, với các tháp nhọn lởm chởm và lỗ tản nông. Hòn hòn đảo được bao quanh bởi dốc, vách đá vôi cắt xén trên gần như là toàn bộ vùng bờ biển trừ vùng tận cùng phía bắc. Có ba bãi biển chính nằm về phía tây, phía bắc và phía đông bắc. Còn lại, phía bắc, tây bắc các bên đều được bao quanh bởi rạn san hô lởm chởm. Ở trung tâm của hòn đảo được cho là hình thành từ một đầm phá. Chỉ có một nơi được biết đến là có nguồn nước uống ngọt, nhưng vào mùa xuân thì nó là nước lợ bởi vào mùa xuân, khi thủy triều dâng lên từ đại dương xung quanh khiến nó tăng lên khoảng một mét.